# Safor
La Safor es una comarca de la provincia de Valencia de la Comunidad Valenciana en España, con capital en Gandía. Está situada en la costa sureste de la provincia de Valencia.

## Municipios
| Municipio                   | Nombre oficial              | Población (2023) | Superficie | Densidad |
| --------------------------- | --------------------------- | ---------------- | ---------- | -------- |
| Gandía                      | Gandia                      | 78 108           | 60,80      | 1226,35  |
| Oliva                       | Oliva                       | 25 558           | 59,93      | 418,84   |
| Tabernes de Valldigna       | Tavernes de la Valldigna    | 17 443           | 49,20      | 349,61   |
| Jaraco                      | Xeraco                      | 5 923            | 20,20      | 279,95   |
| Bellreguart                 | Bellreguard                 | 4 811            | 2,90       | 1588,96  |
| Villalonga                  | Vilallonga/Villalonga       | 4667             | 43,32      | 98,57    |
| Fuente Encarroz             | La Font d'en Carròs         | 3 858            | 9,90       | 383,23   |
| Daimuz                      | Daimús                      | 3 348            | 3,10       | 1005,48  |
| Simat de Valldigna          | Simat de la Valldigna       | 3 251            | 38,50      | 86,47    |
| Piles                       | Piles                       | 3 031            | 3,90       | 688,46   |
| Miramar                     | Miramar                     | 2 978            | 2,60       | 1013,08  |
| Real de Gandía              | El Real de Gandia           | 2 649            | 6,10       | 403,44   |
| Almoines                    | Almoines                    | 2 519            | 2,10       | 1149,52  |
| Jeresa                      | Xeresa                      | 2 263            | 16,90      | 128,28   |
| Beniarjó                    | Beniarjó                    | 1 872            | 2,80       | 630,36   |
| Palma de Gandía             | Palma de Gandia             | 1 735            | 14,00      | 116,50   |
| Ador                        | Ador                        | 1 699            | 13,80      | 109,27   |
| Benirredrá                  | Benirredrà                  | 1 571            | 0,40       | 3980,00  |
| Benifairó de la Valldigna   | Benifairó de la Valldigna   | 1 554            | 20,20      | 77,77    |
| Alquería de la Condesa      | L'Alqueria de la Comtessa   | 1 523            | 2,10       | 702,86   |
| Bárig                       | Barx                        | 1 476            | 16,10      | 79,32    |
| Rafelcofer                  | Rafelcofer                  | 1 372            | 2,00       | 672,50   |
| Rótova                      | Ròtova                      | 1 292            | 7,50       | 172,53   |
| Potríes                     | Potries                     | 1 080            | 3,07       | 340,72   |
| Palmera                     | Palmera                     | 1 043            | 0,98       | 1044,90  |
| Guardamar de la Safor       | Guardamar de la Safor       | 605              | 1,10       | 478,18   |
| Lugar Nuevo de San Jerónimo | Llocnou de Sant Jeroni      | 567              | 6,50       | 84,00    |
| Beniflá                     | Beniflà                     | 484              | 0,62       | 737,10   |
| Alfahuir                    | Alfauir                     | 477              | 6,20       | 70,48    |
| Almiserat                   | Almiserà                    | 279              | 7,40       | 35,40    |
| Castellonet                 | Castellonet de la Conquesta | 149              | 5,40       | 27,22    |
| Total                       |                             | 179 181          | 429,62     | 400,13   |

## Toponimia
La comarca toma su nombre del monte Safor. Este deriva según Asín Palacios del árabe الصخور (aṣ-ṣuḫūr) «las piedras». Sin embargo, según Escolano y Joan Fuster significaría «campo de repasto y hartura», haciendo referencia a su fertilidad agrícola.

## Geografía
La Safor limita al norte con la Ribera Alta y la Ribera Baja, al este con el mar Mediterráneo, al sur con la Marina Alta y el Condado de Cocentaina y al oeste con el Valle de Albaida y La Costera.
Los principales conjuntos montañosos son el monte Safor, que da su nombre a la comarca, y el Mondúver, situado al norte. Los principales ríos que atraviesan la comarca son el río Serpis, que desemboca en Gandía, y el río Vaca (río de corto recorrido que nace en el Mondúver y atraviesa la parte norte de la comarca natural de la Valldigna).
Tras Gandía, que es el tercero municipio en población de la provincia, otras localidades destacables son Oliva, Tabernes de Valldigna, Jaraco, Bellreguart y Villalonga.

### Clima
El clima predominante en la Safor es mediterráneo-subtropical (clasificación climática de Köppen:CSa) con temperaturas muy suaves durante los inviernos y veranos calurosos. La temperatura media anual depende de la zona, ya que diferentes rangos de temperatura se producen cerca del mar comparado con las montañas del interior. Cerca del mar la temperatura media anual es de aproximadamente 18-20 °C, mientras que en el interior las temperaturas medias anuales son aproximadamente 17-18 °C y en zonas montañosas de aproximadamente 16-17 °C, con precipitaciones que rondan entre los 400 y los 800 mm anuales, dependiendo de la zona, dándose mayor nivel de precipitación cerca de las costas. Casi todos los cultivares en esta zona son de naranjos y mandarinas desde la costa a 20-25 km tierra adentro, por lo que es una zona con inviernos muy suaves. En los últimos años se está introduciendo otra especie tropical como es el aguacate, aunque únicamente crece en zonas costeras carentes de heladas. La cantidad de lluvia es irregular donde en zonas llueve el doble que en otras y en unos años llueve más y en otro menos, con zonas que se pueden considerar como zonas con clima subtropical semiárido BSh , y otras que pertenecen a la CSa que es clima mediterráneo/subtropical. La estación más húmeda es el otoño tanto en el interior como en la costa.
El siguiente climograma es de la Playa de Gandía:
| Parámetros climáticos promedio de Estación meteorológica de la Playa de Gandia, Valencia, España.)                                                                                | Parámetros climáticos promedio de Estación meteorológica de la Playa de Gandia, Valencia, España.) | Parámetros climáticos promedio de Estación meteorológica de la Playa de Gandia, Valencia, España.) | Parámetros climáticos promedio de Estación meteorológica de la Playa de Gandia, Valencia, España.) | Parámetros climáticos promedio de Estación meteorológica de la Playa de Gandia, Valencia, España.) | Parámetros climáticos promedio de Estación meteorológica de la Playa de Gandia, Valencia, España.) | Parámetros climáticos promedio de Estación meteorológica de la Playa de Gandia, Valencia, España.) | Parámetros climáticos promedio de Estación meteorológica de la Playa de Gandia, Valencia, España.) | Parámetros climáticos promedio de Estación meteorológica de la Playa de Gandia, Valencia, España.) | Parámetros climáticos promedio de Estación meteorológica de la Playa de Gandia, Valencia, España.) | Parámetros climáticos promedio de Estación meteorológica de la Playa de Gandia, Valencia, España.) | Parámetros climáticos promedio de Estación meteorológica de la Playa de Gandia, Valencia, España.) | Parámetros climáticos promedio de Estación meteorológica de la Playa de Gandia, Valencia, España.) | Parámetros climáticos promedio de Estación meteorológica de la Playa de Gandia, Valencia, España.) |
| Mes | Ene.                                                                                               | Feb.                                                                                               | Mar.                                                                                               | Abr.                                                                                               | May.                                                                                               | Jun.                                                                                               | Jul.                                                                                               | Ago.                                                                                               | Sep.                                                                                               | Oct.                                                                                               | Nov.                                                                                               | Dic.                                                                                               | Anual                                                                                              |
| --- | -------------------------------------------------------------------------------------------------- | -------------------------------------------------------------------------------------------------- | -------------------------------------------------------------------------------------------------- | -------------------------------------------------------------------------------------------------- | -------------------------------------------------------------------------------------------------- | -------------------------------------------------------------------------------------------------- | -------------------------------------------------------------------------------------------------- | -------------------------------------------------------------------------------------------------- | -------------------------------------------------------------------------------------------------- | -------------------------------------------------------------------------------------------------- | -------------------------------------------------------------------------------------------------- | -------------------------------------------------------------------------------------------------- | -------------------------------------------------------------------------------------------------- |
| Temp. máx. abs. (°C) | 29.6                                                                                               | 29.8                                                                                               | 34.2                                                                                               | 32.4                                                                                               | 40.4                                                                                               | 40                                                                                                 | 39.7                                                                                               | 40.8                                                                                               | 38.3                                                                                               | 38.1                                                                                               | 33.1                                                                                               | 26.1                                                                                               | 40.8                                                                                               |
| Temp. máx. media (°C) | 19.68                                                                                              | 19.03                                                                                              | 21.07                                                                                              | 23.35                                                                                              | 25.57                                                                                              | 29.28                                                                                              | 32.33                                                                                              | 32.05                                                                                              | 30.85                                                                                              | 28.79                                                                                              | 22.32                                                                                              | 19.26                                                                                              | 25.3                                                                                               |
| Temp. media (°C) | 14.37                                                                                              | 14.27                                                                                              | 15.91                                                                                              | 18.30                                                                                              | 18.90                                                                                              | 23.95                                                                                              | 27.03                                                                                              | 27.02                                                                                              | 25.82                                                                                              | 23.17                                                                                              | 17.82                                                                                              | 13.54                                                                                              | 20                                                                                                 |
| Temp. mín. media (°C) | 9.06                                                                                               | 9.5                                                                                                | 10.77                                                                                              | 13.26                                                                                              | 14.69                                                                                              | 18.63                                                                                              | 21.74                                                                                              | 21.99                                                                                              | 20.8                                                                                               | 17.45                                                                                              | 13.3                                                                                               | 8.09                                                                                               | 14.9                                                                                               |
| Temp. mín. abs. (°C) | 3.1                                                                                                | 2.2                                                                                                | 3.9                                                                                                | 7.7                                                                                                | 8.4                                                                                                | 14                                                                                                 | 17.9                                                                                               | 17.3                                                                                               | 14.8                                                                                               | 7                                                                                                  | 4                                                                                                  | 2.4                                                                                                | 2.2                                                                                                |
| Días de precipitaciones (≥ 1 mm) | 4                                                                                                  | 3                                                                                                  | 4                                                                                                  | 4                                                                                                  | 4                                                                                                  | 2                                                                                                  | 1                                                                                                  | 1                                                                                                  | 3                                                                                                  | 4                                                                                                  | 4                                                                                                  | 4                                                                                                  | 38                                                                                                 |
| Días de nevadas (≥ 1 mm) | 0                                                                                                  | 0                                                                                                  | 0                                                                                                  | 0                                                                                                  | 0                                                                                                  | 0                                                                                                  | 0                                                                                                  | 0                                                                                                  | 0                                                                                                  | 0                                                                                                  | 0                                                                                                  | 0                                                                                                  | 0                                                                                                  |
| Fuente: La información sobre las extremas son de los últimos 3 años. Las precipitaciones son de la estación más cercana a Gandía, ya que la de Gandía solo registra temperaturas. | | | | | | | | | | | | | |

## Lengua
La comarca de la Safor es una comarca tradicionalmente valencianoparlante ubicada dentro del ámbito lingüístico valenciano.

## Historia
La comarca es de creación moderna, y nació a raíz de la propuesta de Demarcaciones Territoriales Homologadas publicada por la Generalidad en 1989. Tradicionalmente, se ha considerado que la actual comarca de la Safor está formada por otras dos subcomarcas geográficas: el valle de la Valldigna, al norte, y la Huerta de Gandía, al sur.

## Monumentos
Entre los numerosos monumentos destacan: 
- Monasterio de San Jerónimo de Cotalba. Este interesante monasterio de estilo gótico-renacentista fundado por Alfonso de Aragón el Viejo en 1388, se encuentra en Alfahuir, a 8 km de Gandía.
- Monasterio de Santa María de la Valldigna (Simat de la Valldigna)
- Palacio Ducal de Gandía (Gandía)
- Colegiata de Santa María (Gandía)
- Convento de Santa Clara (Gandía)
- Castillo de Bairén (Gandía)
- Castillo de Borró (Rótova)
- Castillo de Marinyén (Benifairó de la Valldigna)
- Castillo del Rebollet (Fuente Encarroz)
- Castillo de Vilella (Almiserat)
- Torre de vigía de Piles (Piles)

## Cultura
- Ruta de los Monasterios de Valencia. La Safor se encuentra enclavada dentro de los itinerarios de esta ruta monumental y cultural inaugurada en 2008, que discurre por diversos municipios y parajes de la comarca, visita ineludible de la cual, son el Monasterio de San Jerónimo de Cotalba y el Monasterio de Santa María de la Valldigna.
- Ruta de los Borja, ruta cultural dedicada a la impronta de la familia Borja en tierras valencianas, que, en la comarca de la Safor, comprende diversos monumentos situados en Gandía, Alfauir y Simat de Valldigna.

## Mancomunidad
Los municipios de la comarca están agrupados en una mancomunidad, la Mancomunidad de Municipios de Safor, que tiene como competencias, entre otras, la limpieza viaria y recogida de basura, los transportes públicos o la extinción de incendios. La capital de la mancomunidad se encuentra en Gandía.

## Lugares de interés de la Safor

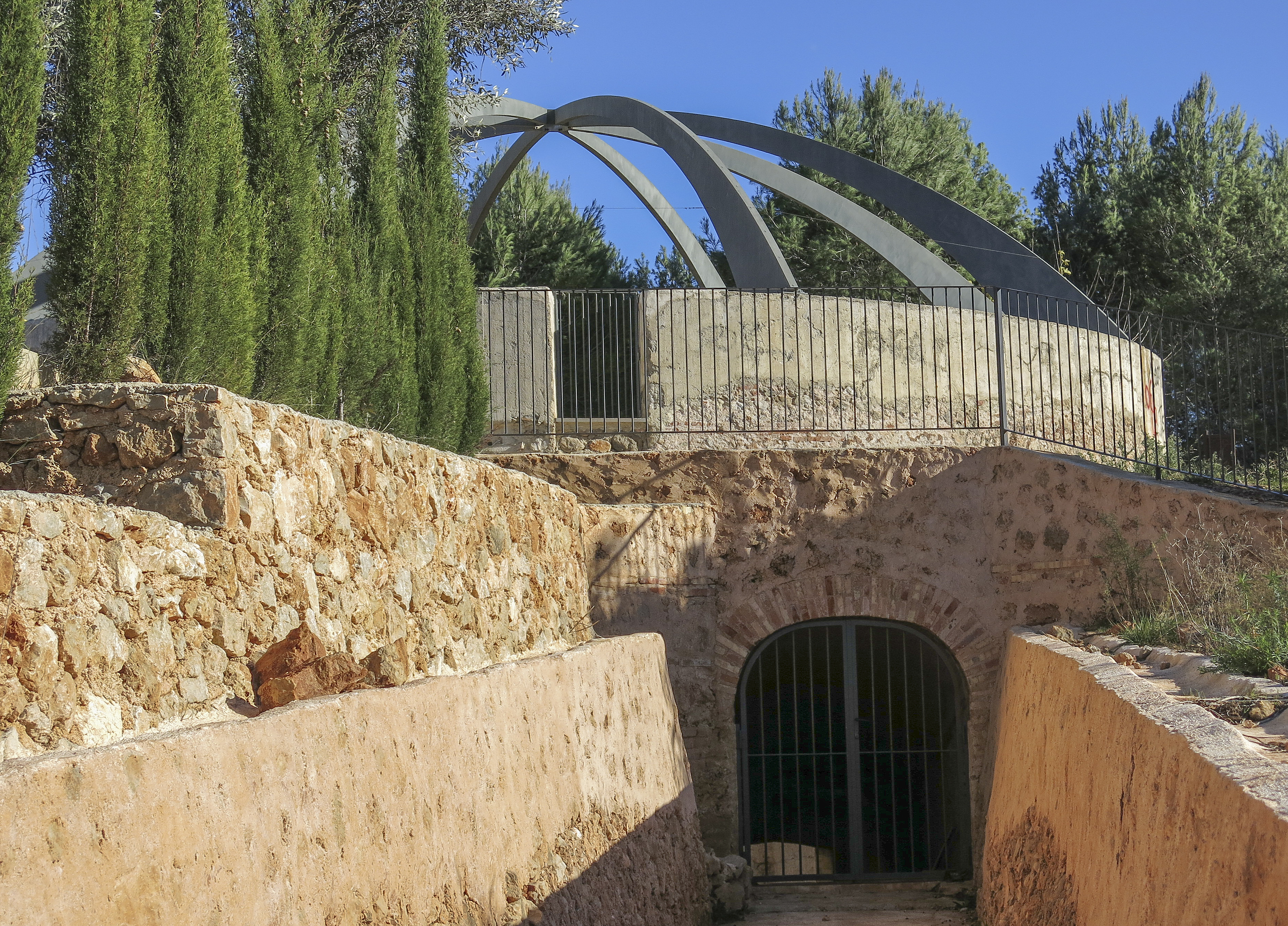
Nevero artificial de Bárig
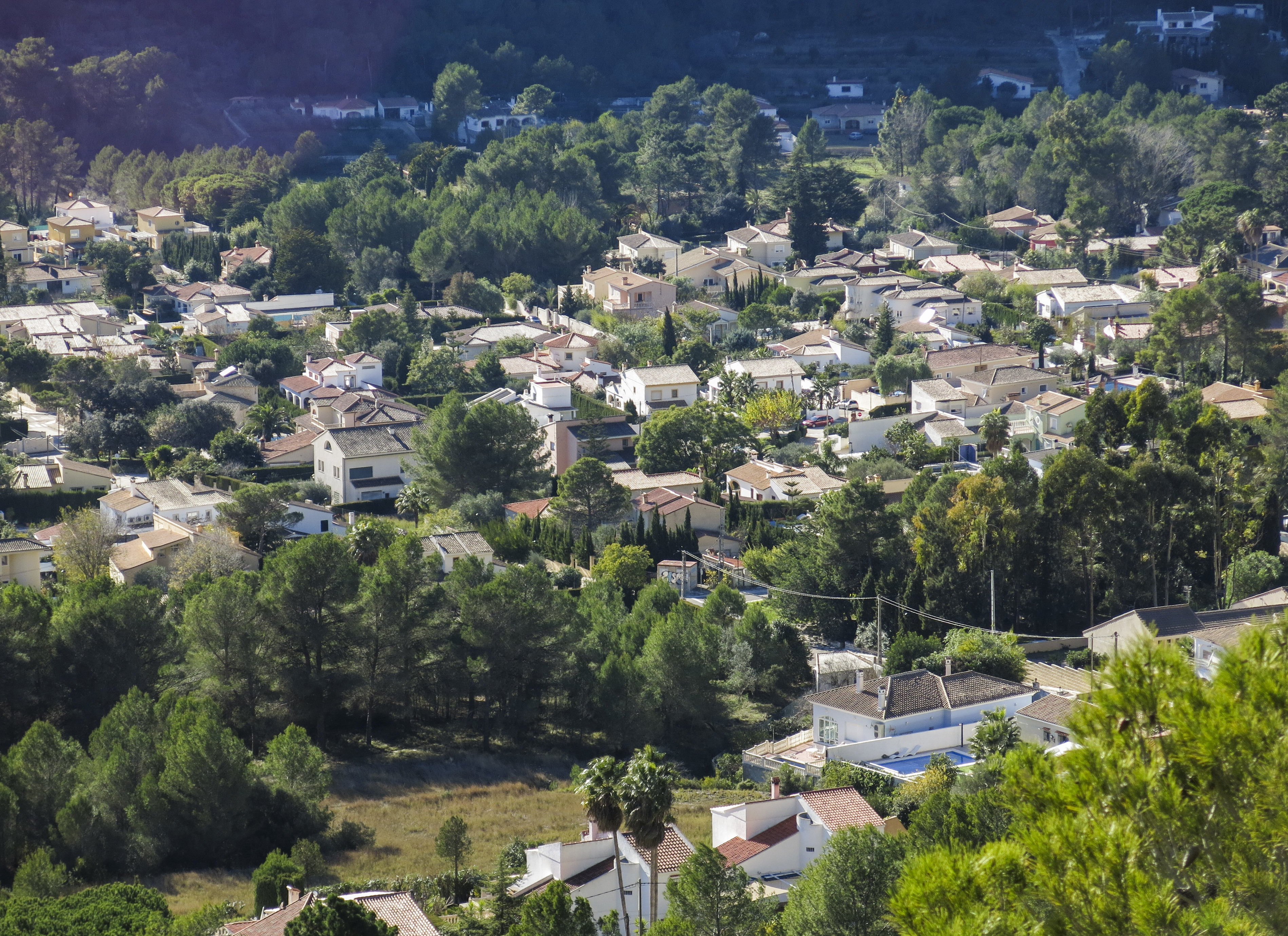
La Drova
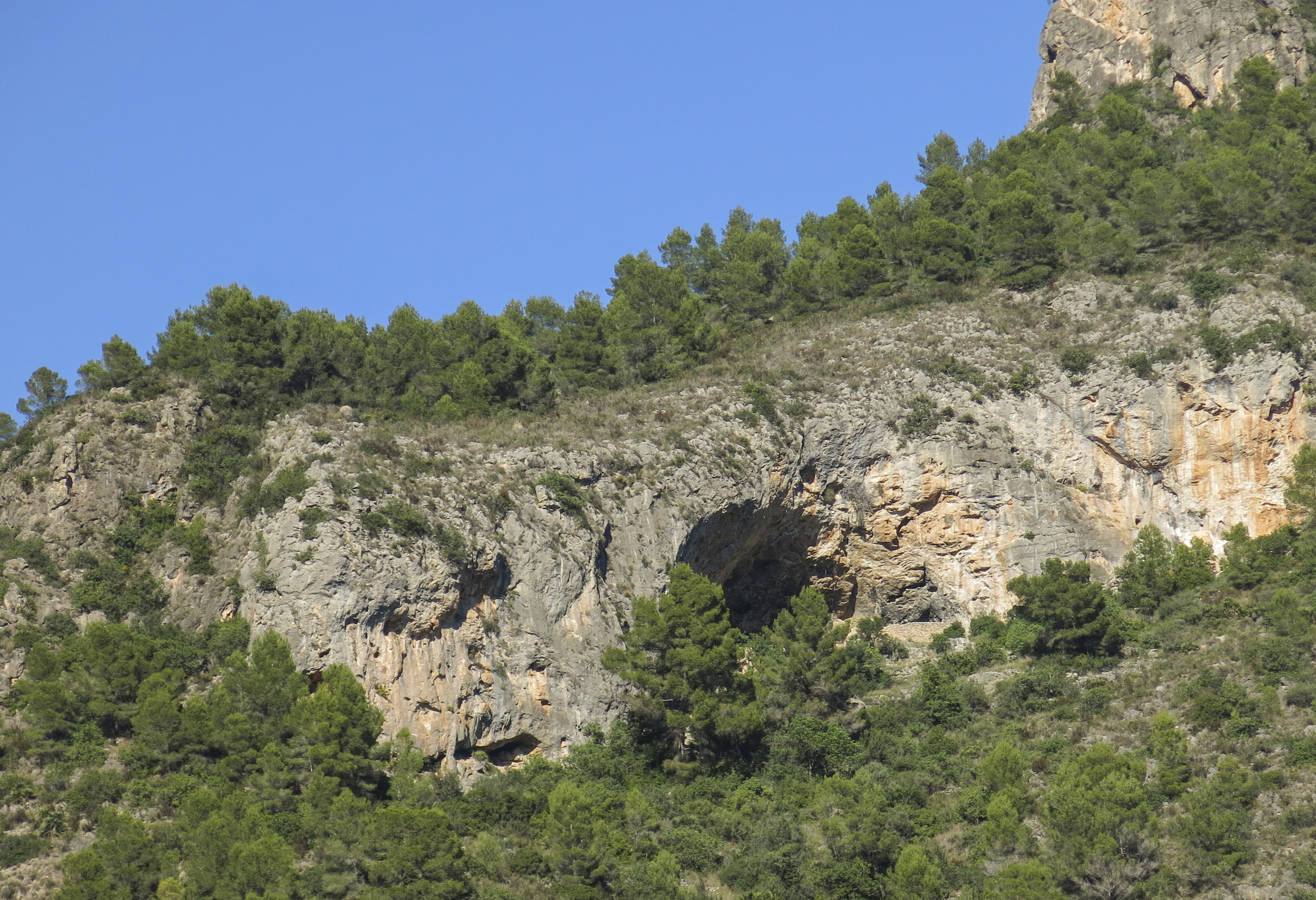
Sierra Falconera
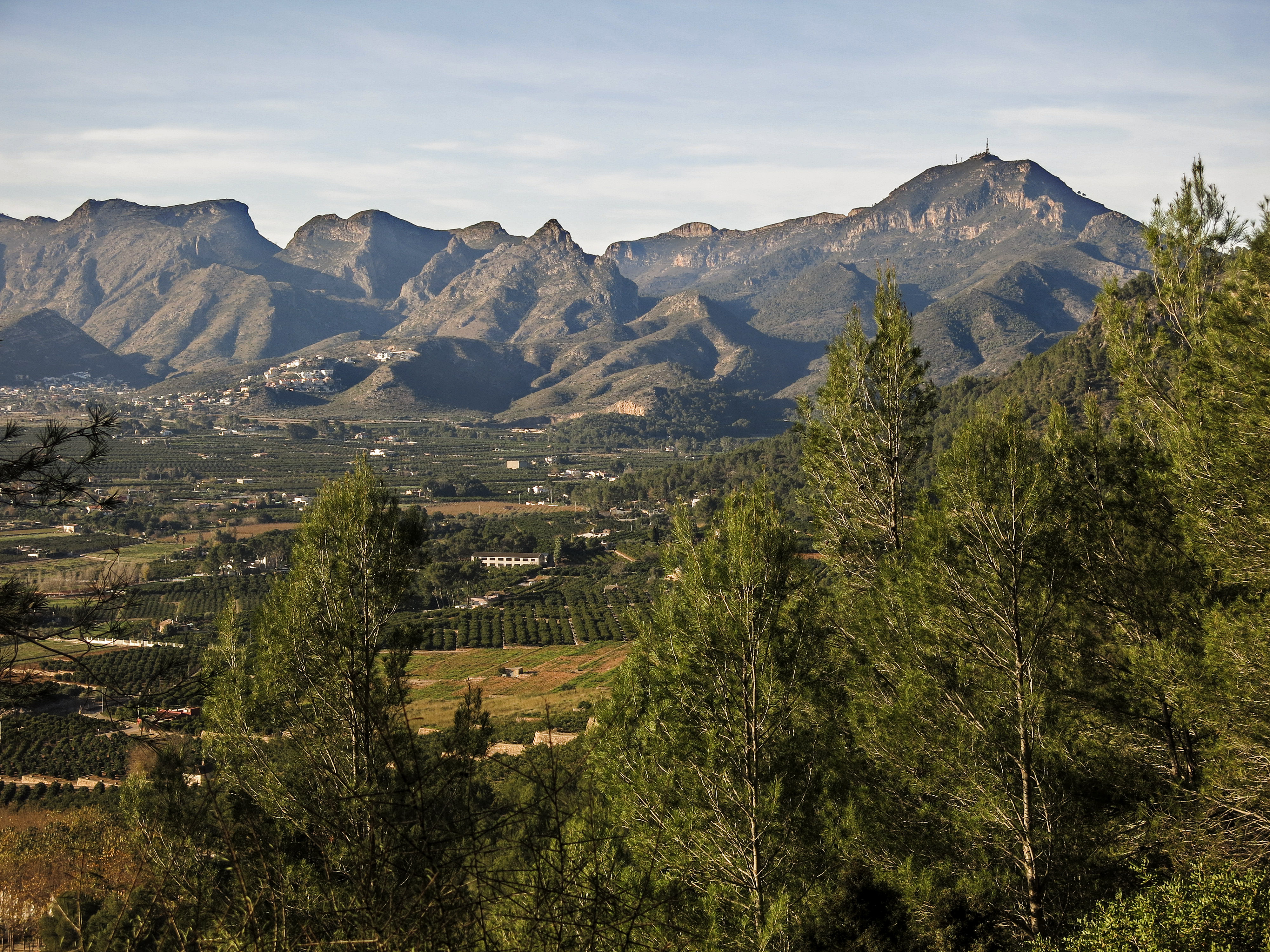
Marchuquera i Mondúver
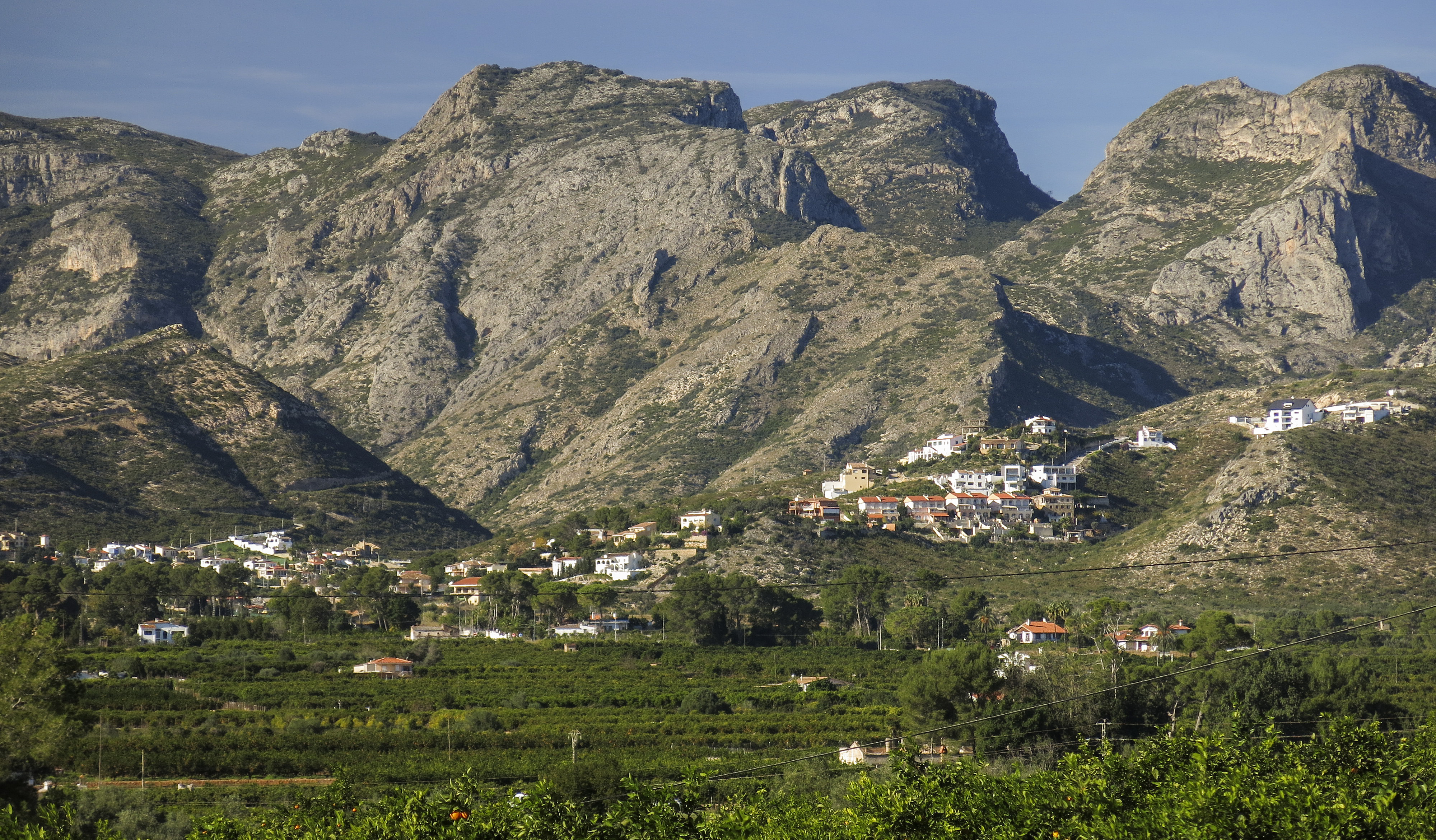
Urbanizaciones de Marchuquera
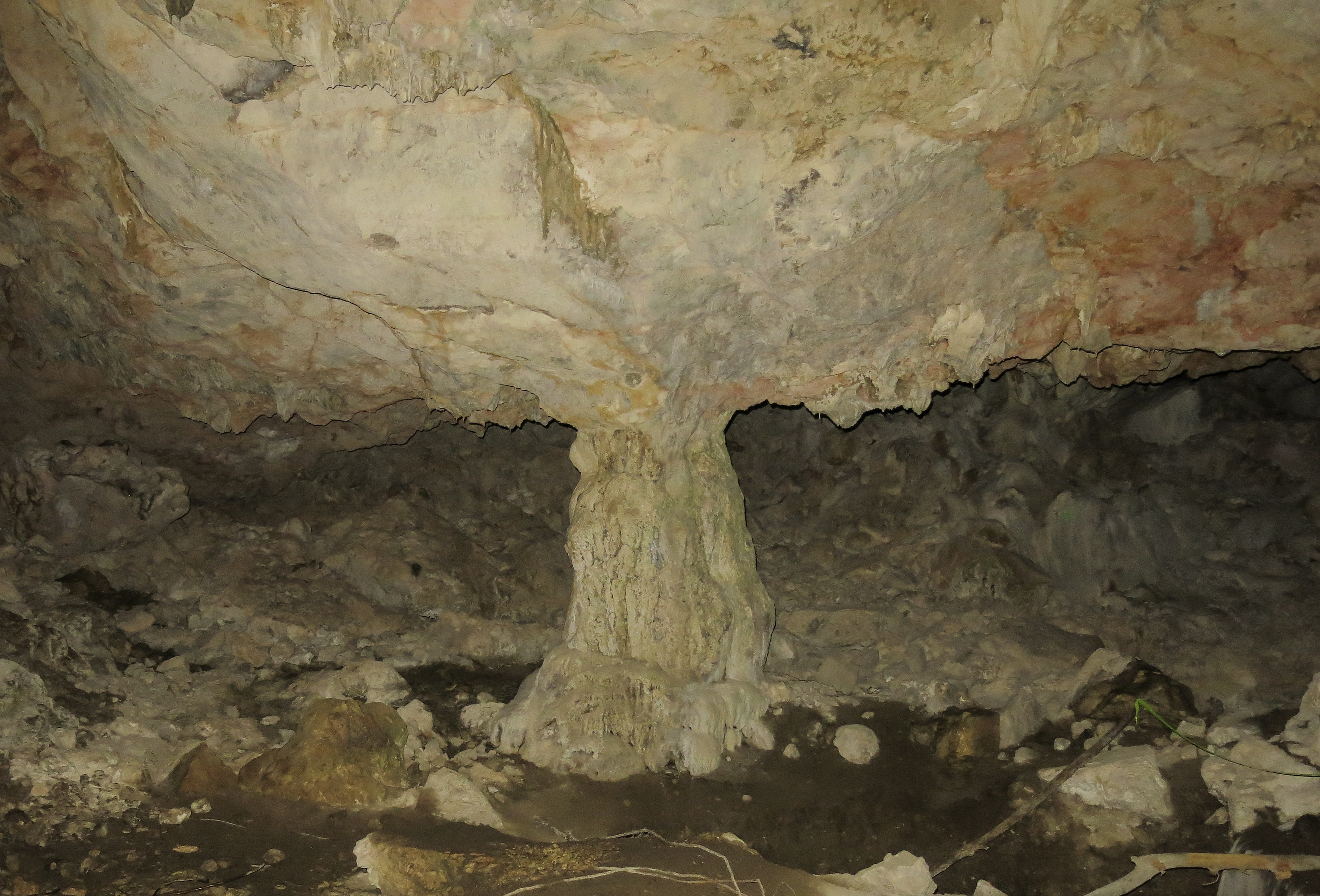
Cueva Negra (Cova Negra) en la sierra Falconera
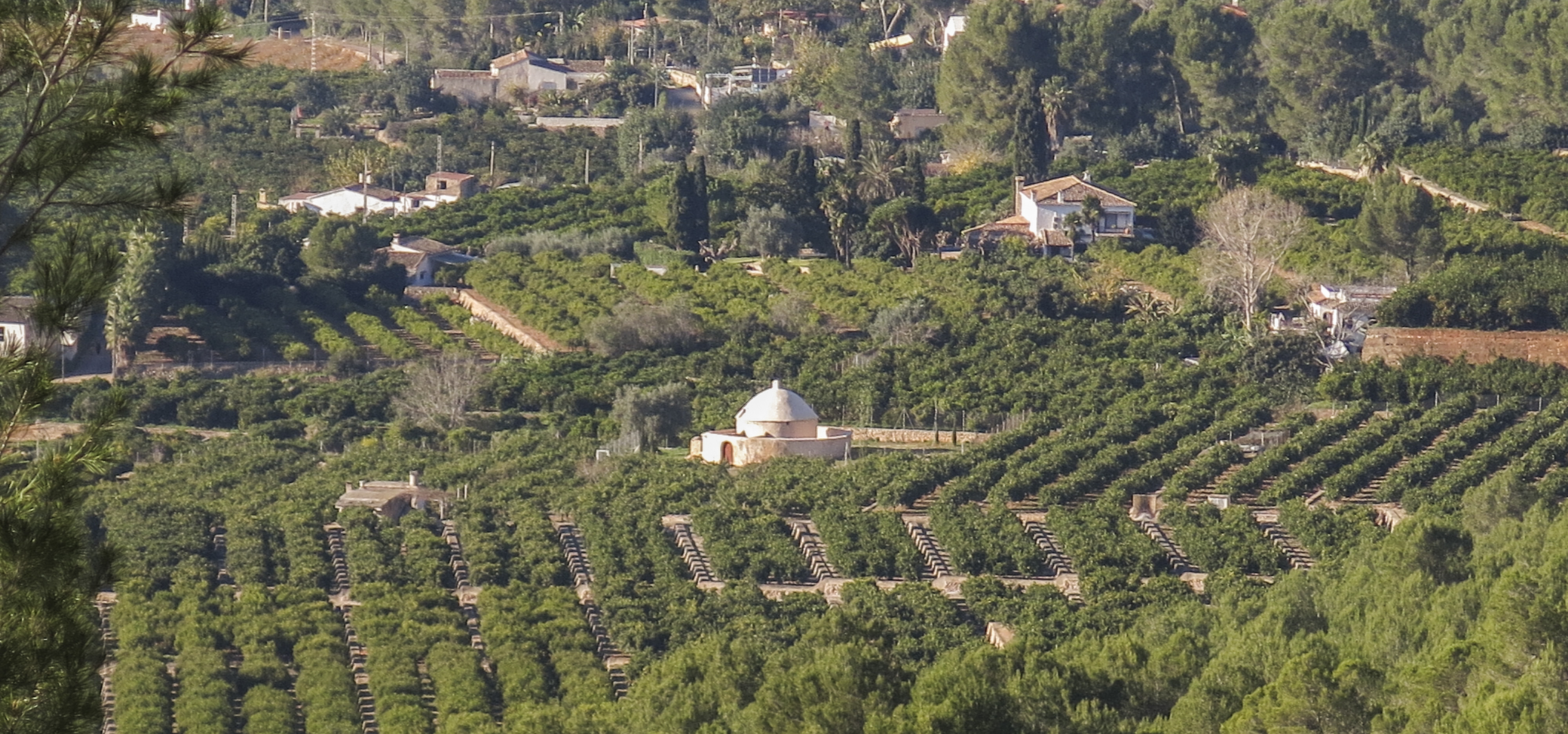
El Morabet entre naranjos